# Obfelden
Obfelden (gsw. Obfälde) – miejscowość i gmina (Politische Gemeinde) w północnej Szwajcarii, w kantonie Zurych, w okręgu (Bezirk) Affoltern.

## Demografia
W Obfelden mieszka 5787 osób. W 2021 roku 21,5% populacji gminy stanowiły osoby urodzone poza Szwajcarią.

## Transport
Przez teren gminy przebiega autostrada A4.